# Луїс Елерт
Луїс Елерт (нім. Louis Ehlert; 23 січня 1825, Кенінгсберг — 4 січня 1884, Вісбаден) — німецький піаніст, композитор, музичний критик і педагог.

## Біографія
Походив з купецької сім'ї, в юності у торгових справах почав поїздку в Москву. У 1845 році вступив до Лейпцизької консерваторії, де його наставниками були Фелікс Мендельсон і Роберт Шуман. C 1850 року працював в Берліні як музичний педагог і критик; в газеті «Сигнали для музичного світу» опублікував, зокрема, нариси творчості Мендельсона, Шумана і Фридерика Шопена. У 1863–1865 керував у Флоренції хором «Società Cherubini». У 1869–1871 викладав в Берліні в школі піаністів, заснованій Карлом Таузігом. Змушений був залишити Берлін через слабке здоров'я дружини, в подальшому працював в Майнінгені і Вісбадені, де серед його учнів був Едуард Мак-Доуелл.
Основні музичні твори Елерта — Весняна симфонія (нім. Frühlingssinfonie), увертюра «Гафіз», Requiem für ein Kind, хорові та вокальні твори. Певною популярністю користувалися його статті і нариси, що склали книги «Листи про музику до однієї знайомої пані» (нім. Briefe über Musik an eine Freundin) і «Зі світу звуків» (нім. Aus der Tonwelt), які видавалися кілька разів і були перекладені англійською мовою. Був також опублікований подорожній щоденник Елерта «Римські дні» (нім. Römischen Tage; 1867, 2-ге видання 1888).